# 席勒广场 (维也纳)

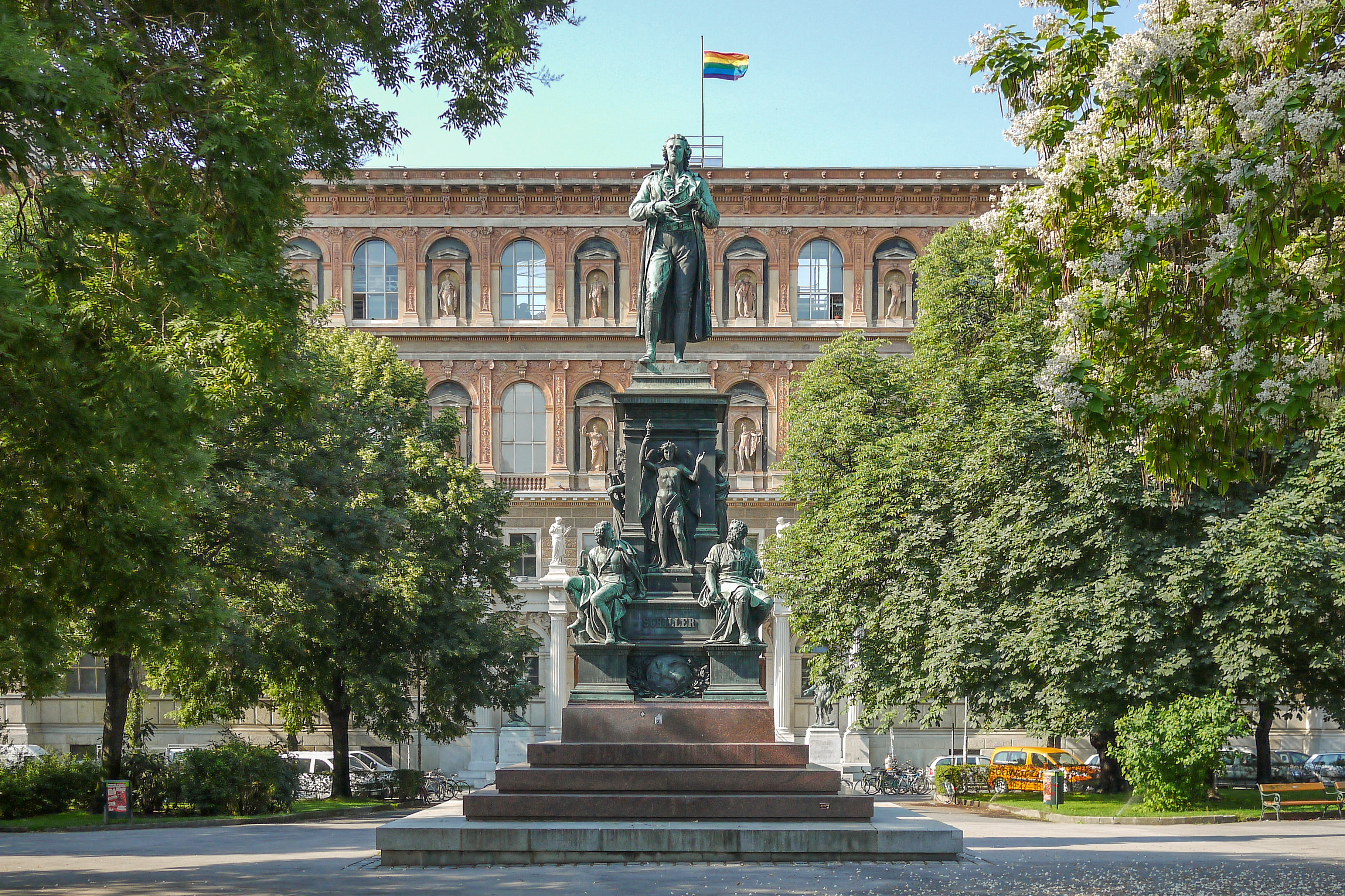
席勒广场与席勒纪念碑

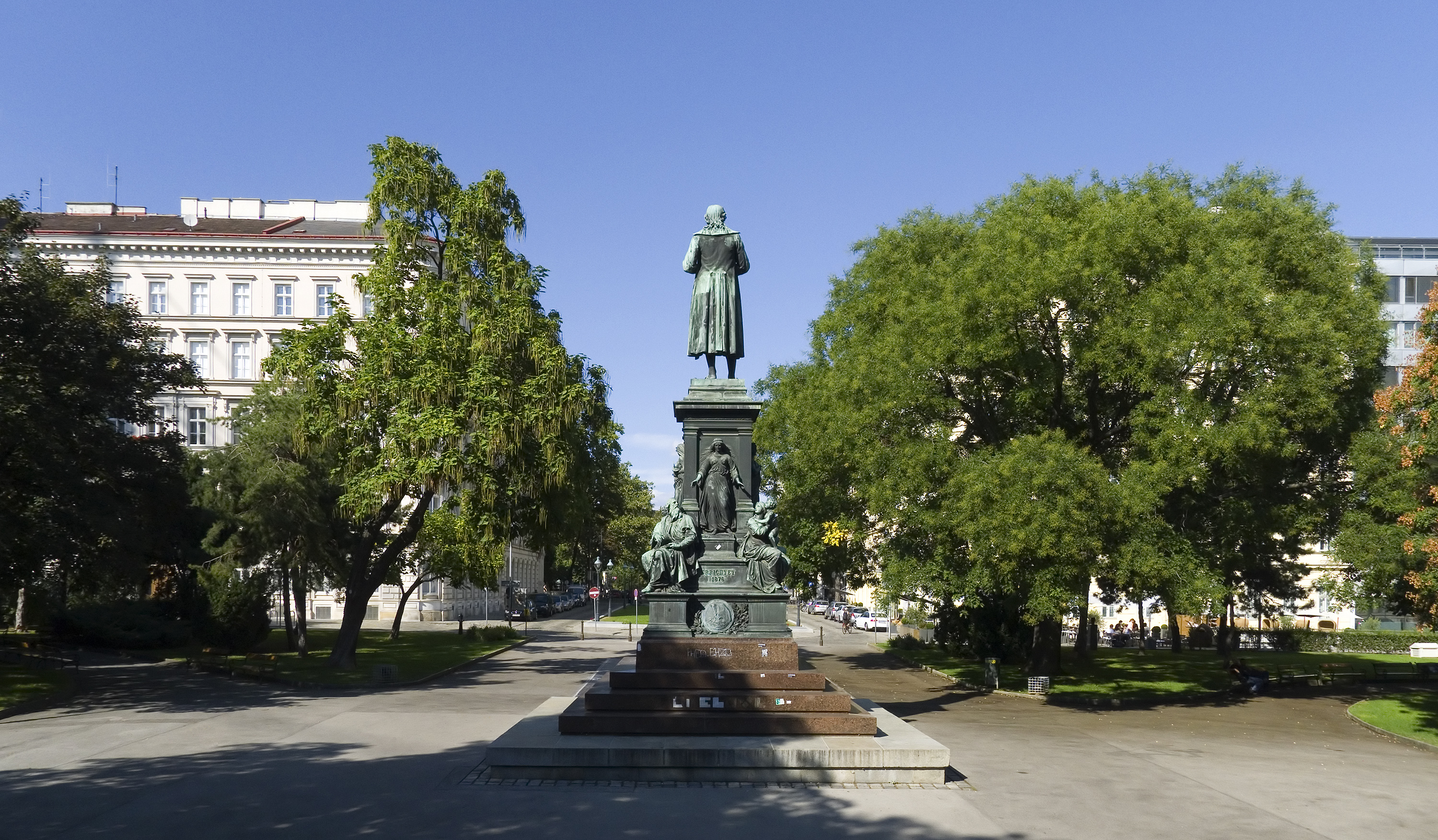

席勒广场（Schillerplatz）是奥地利首都维也纳的一个广场，位于内城区（第1区），戒指路（Ringstraße）沿线。广场上有诗人弗里德里希·席勒的纪念碑。广场中心是席勒公园（Schillerpark），有作家法蘭茲·威爾佛和诗人尼古拉斯·雷瑙的纪念碑。

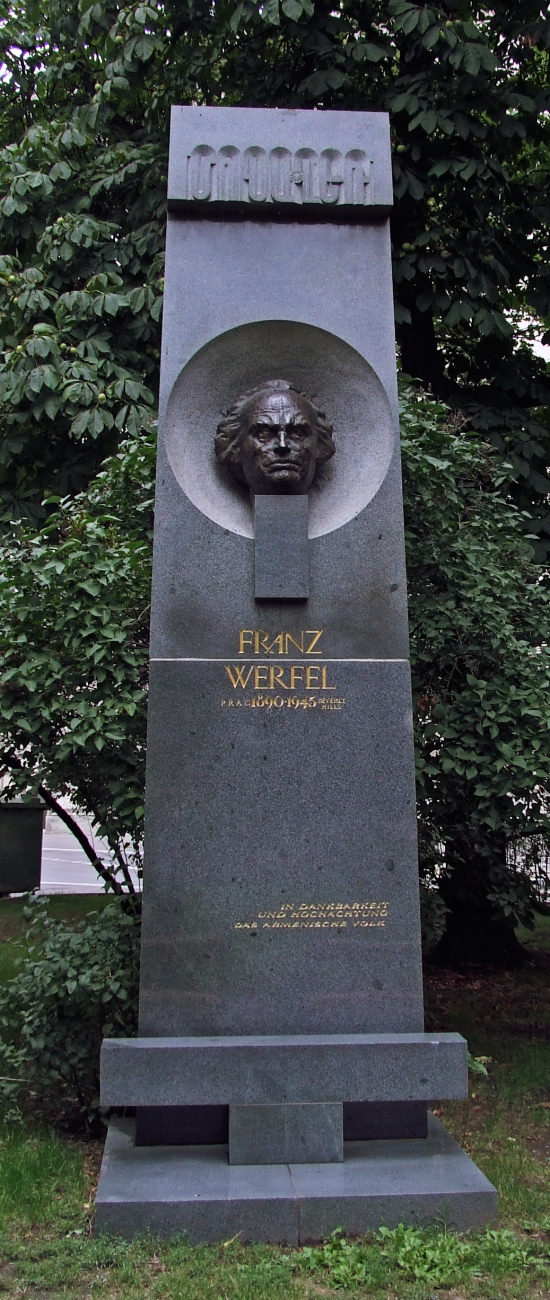
威爾佛纪念碑
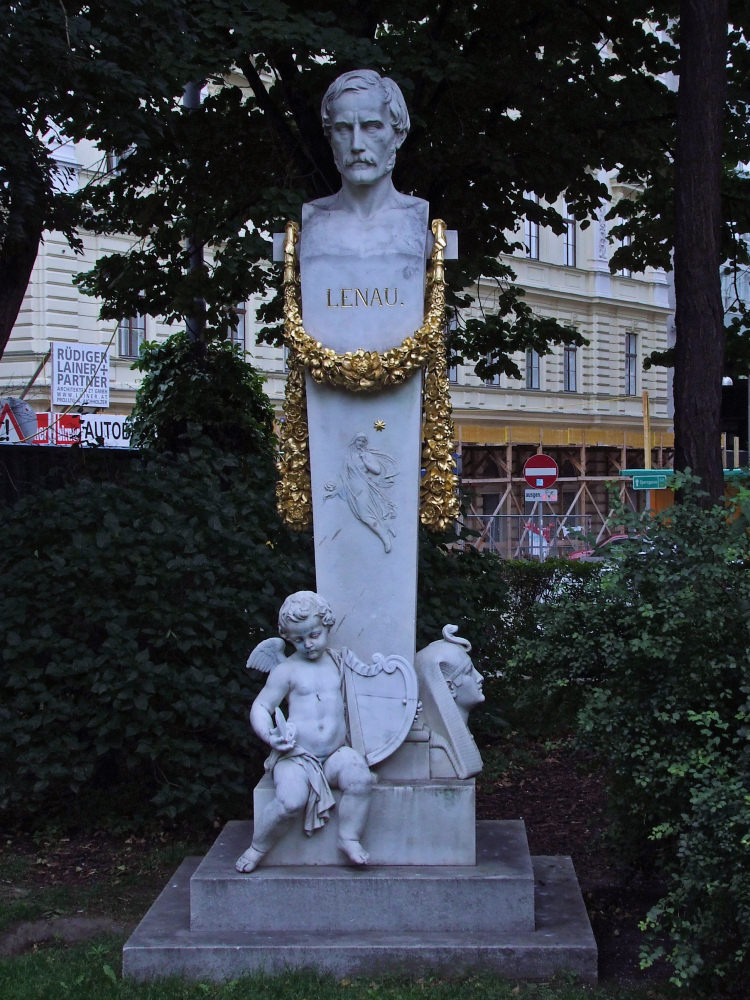
雷瑙纪念碑